# Majšperk
Majšperk – wieś w Słowenii, siedziba gminy Majšperk. W 2018 roku liczyła 591 mieszkańców.